# Arteria communicans posterior

Circulus arteriosus cerebri

Die Arteria communicans posterior (ACoP) ist eine paarig angelegte Schlagader an der Hirnbasis. Es handelt sich um einen Gefäßast aus der linken bzw. der rechten Arteria carotis interna, der diese mit der Arteria cerebri posterior verbindet, einer Schlagader mit Ursprung aus der Arteria basilaris. Die beiden Arteriae communicantes posteriores sind Bestandteil des Circulus arteriosus cerebri (Willisii; benannt nach seinem Entdecker, Thomas Willis), einem bedeutenden Anastomosensystem, durch das beide Seiten je des Karotisstromgebietes – über die Arteria communicans anterior zwischen der Arteria cerebri anterior jeder Seite – und des hinteren oder vertebrobasilären Stromgebietes miteinander sowie ringförmig untereinander verbunden werden. Über diesen Gefäßzirkel kann die Blutversorgung des Gehirns oft auch bei ungünstigen Zuflussbedingungen bzw. Gefäßverengungen vorgeschalteter Wege noch sichergestellt werden. Die Arteria communicans posterior gibt Äste zum Chiasma opticum, Tractus opticus, Tuber cinereum, Corpus mamillare, Subthalamus, hinteren Hypothalamus und vorderen und ventralen Thalamus ab.

## Varianten beim Menschen
In jeweils 10 Prozent der Fälle ist die Arteria communicans posterior einseitig oder beidseitig nur schwach ausgebildet (Hypoplasie). Die Arteria cerebri posterior entspringt in 10 % der Fälle einseitig oder in 5 Prozent der Fälle beidseitig nicht aus der Arteria communicans posterior, sondern direkt aus der Arteria carotis interna (sogenannter embryonaler Versorgungstyp).

## Medizinische Bedeutung
Der Gefäßbereich des Abgangs der Arteria communicans posterior aus der Arteria carotis interna ist eine häufige Lokalisation von Aneurysmen der Hirngefäße. Ein solches Aneurysma kann sich wegen der Nähe zum Nervus oculomotorius unter anderem durch eine Okulomotoriusparese bemerkbar machen. In seltenen Fällen entspringt das Aneurysma ausschließlich aus der Arteria communicans posterior (0,1–2,8 % aller Aneurysmen).